# 坂本徳子
坂本 徳子（さかもと とくこ、1968年 - ）は、日本の翻訳家。

## 略歴
東京で坂本忠雄の次女として生まれる。成城大学英文学部卒業。
出版社（スイッチ・パブリッシング、河出書房新社）勤務を経て、翻訳家となる。

## 主な翻訳
- 『ハイ・リスク：禁断のアンソロジー』（W.バロウズほか、山形浩生, 渡辺佐智江共訳、エイミー・ショールダー, アイラ・シルヴァーバーグ編、白揚社） 1993.7
- 『ジュノ&ジュリエット』（ジュリアン・ゴフ、河出書房新社） 2002.5
- 『17歳は世界の夢を見る』（リサ・モーガン、キャロライン・パーソンズ写真、河出書房新社） 2002.9